# 프레데리크 2세
프레데리크 2세(덴마크어: Frederick II, 노르웨이어: Frederick II, 1534년 7월 1일 ~ 1588년 4월 4일)는 덴마크와 노르웨이의 국왕(재위: 1559년 1월 1일 ~ 1588년 4월 4일)이다.

## 생애
하데르슬레우에 위치한 하데르슬레우후스 성(Haderslevhus)에서 크리스티안 3세 국왕과 그의 아내인 작센라우엔부르크(Saxe-Lauenburg)의 도로테아(Dorothea)의 아들로 태어났다. 1559년 1월 1일에는 덴마크의 국왕, 슐레스비히 공국의 공작으로 즉위했다. 1562년에는 리보니아 분쟁을 피하기 위한 차원에서 모스크바 대공국의 이반 4세 대공과의 친선 관계를 수립했다.
1563년에 일어난 북방 7년 전쟁에서는 스웨덴을 정복하려고 했지만 자신의 사촌이었던 스웨덴의 에리크 14세 국왕의 반격으로 인해 실패하고 만다. 전쟁이 소모전 상황에 들어가면서 스웨덴인들이 스코네를 약탈했고 덴마크는 한동안 노르웨이를 상실하기도 했다.
1568년에는 로스킬레(Roskilde)에서 스웨덴의 요한 3세 국왕과 함께 평화 조약을 체결했지만 덴마크와 스웨덴의 평화는 오래 가지 못했다. 1570년 슈테틴(Stettin, 현재의 폴란드 슈체친)에서 평화 조약이 체결되면서 덴마크와 스웨덴 양국은 전쟁 이전의 상태로 회귀하게 된다. 전쟁이 종식된 이후에도 프레데리크 2세는 해군 증강 정책을 계속 진행했다.
프레데리크 2세는 재위 기간 동안에 개신교 세력을 지원하는 외교 정책을 시행하는 한편 엄중한 중립 정책을 유지했다. 1567년에는 노르웨이에 프레드릭스타(Fredrikstad)를 건설했고 1574년부터 1585년까지 덴마크 헬싱외르에 크론보르 성을 건립했다.
프레데리크 2세는 성질이 급하고 허영심이 많았지만 용기가 있는 야심가였다. 사냥, 와인, 여자, 축제를 좋아했으며 전형적인 르네상스형 군주로 여겨지기도 한다. 군사 분야에 지대한 관심을 가지고 있었기 때문에 젊은 시절부터 신성 로마 제국의 연방 군주들과 교우 관계를 맺었다. 또한 천문학자인 튀코 브라헤를 후원하기도 했다.
1588년 4월 4일 셸란섬에 위치한 안트보르스코우 성(Antvorskov)에서 사망했으며 그의 왕위는 장남인 크리스티안 4세가 물려받았다. 그의 시신은 로스킬레 대성당에 안치되었다.

## 자녀
1572년 사촌여동생 메클렌부르크의 조피와 결혼해 일곱 명의 자녀를 두었다.
- 엘리자베트(1573~1626)
- 덴마크의 앤(1574~1619): 제임스 6세의 왕비
- 크리스티안 4세(1577~1648)
- 울리크(1578~1624)
- 아우구스타(1580~1639)
- 헤드빗(1581~1641)
- 요한(1583~1602)